# Tom Phijffer
Tom Phijffer (Nijmegen, 1965) is een Nederlands advocaat en literator.

## Biografie
Phijffer werd geboren in 1965 te Nijmegen. Hij studeerde Nederlands recht aan de Katholieke Universiteit Nijmegen (nu: Radboud Universiteit Nijmegen). Sinds 1991 is hij advocaat te Amsterdam.
In 2000 verscheen zijn boek Het gelijk van Multatuli - Het handelen van Eduard Douwes Dekker in rechtshistorisch perspectief (Uitgeverij Bas Lubberhuizen). In het boek wordt het handelen van de ambtenaar Eduard Douwes Dekker in de “Zaak van Lebak” voor het eerst getoetst aan de hand van het koloniaal beleid dat midden negentiende eeuw in Nederlands-Indië gold. Anders gezegd, Phijffer heeft het boek Max Havelaar van Multatuli rechtshistorisch verklaard. Hij verwierf er bekendheid door in literaire kringen nadat onder meer Cees Fasseur, Dik van der Meulen en diverse kranten het boek bespraken. Jerzy Koch pleitte na lezing van het boek van Phijffer voor een gedegen onderzoek naar de diverse stromingen in de Multatuli-studie, nu dit tot dan vrijwel uitsluitend het domein van letterkundigen was geweest.
Phijffer pareerde kritiek van Fasseur in het artikel ‘Nogmaals het onderzoek naar “heerendiensten”’, waaruit blijkt dat Douwes Dekker een officieel onderzoek voortzette naar knevelarij dat zijn directe voorganger, Charles Carolus, was gestart kort voordat deze onder mysterieuze omstandigheden was komen te overlijden. In Max Havelaar speelt de vrees voor vergiftiging een belangrijke rol, om het handelen van de assistent-resident tegen de regent van Lebak te verklaren. Voor een algemeen wetenschappelijke beschrijving van de zaak van Lebak kan hoofdstuk 12 van de biografie van Multatuli door Dik van der Meulen geraadpleegd worden.
In de Nederlandse Staatscourant van 2 november 2000 verscheen een recensie van Phijffers boek, van de hand van de toenmalig hoogleraar beleidswetenschap J.H.J. van den Heuvel (VU) onder de titel “Postume rechtshulp voor Douwes Dekker”, over de ambtenaar die als Multatuli een rebellerende schrijver was geworden. En zo werd het handelen van de ambtenaar alsnog in een officieel orgaan van de Nederlandse staat beoordeeld, bijna 150 jaar na diens optreden in Lebak. Het gelijk van Multatuli is ook genoemd in de Canon van Nederland, als bijlage bij 1860, het jaar waarin de Max Havelaar gepubliceerd werd.
In vervolg op zijn boek over Multatuli schreef Phijffer enkele artikelen over Robert Nieuwenhuys en Willem Frederik Hermans.
In mei 2020 verscheen Phijffer’s tweede boek: Het masker van Rob Nieuwenhuys. Reconstructie van een vergeten reis naar Indonesië.  Daarin beschrijft hij het herstel van de vooral economische en culturele betrekkingen tussen Nederland en Indonesië sinds het aan de macht komen van generaal Soeharto in 1966. 